# 나가사키현도 제141호선
나가사키현도 제141호 하우스텐보스 선(일본어: 長崎県道141号ハウステンボス線)은 나가사키현 사세보시 하우스텐보스정에서 에가미정까지 이어주는 일반 현도이다. 그래서 이 도로의 이름에서 알려진 바와 같이 하우스텐보스의 서쪽 지역에 종단되는 현도이기도 하다.

## 노선 정보
- 총 연장 : 5.146 km
- 기점 : 사세보시 하우스텐보스정 (이 곳에서는 나가사키현도 제213호선과 교차한다)
- 종점 : 사세보시 에가미정 (이 곳에서는 202번 국도와 교차)

## 지리
- 통과하는 지자체 : 나가사키현 사세보시가 유일.
- 주변 시설 : 하우스텐보스, 호텔 닛코 하우스텐보스, WINS사세보(일본어판)
- 통과하는 도로 : 국도 제202호선, 나가사키현도 제213호선